# Véhicule publicitaire
 (décembre 2019).
Si vous disposez d'ouvrages ou d'articles de référence ou si vous connaissez des sites web de qualité traitant du thème abordé ici, merci de compléter l'article en donnant les références utiles à sa vérifiabilité et en les liant à la section « Notes et références ».
Un Véhicule publicitaire est un véhicule porteur d'une publicité extérieure. Sa mobilité, réduite pour un véhicule de transport public, ou élevée pour un véhicule libre, lui permet de toucher un grand nombre de personnes ainsi que d'être présent sur un site d'évènement ponctuel.

## Description
Les véhicules promotionnels ou véhicules publicitaires sont utilisés comme supports publicitaires mobiles pour la commercialisation d'un produit ou d'un service dans le trafic routier public, lors de salons et d'événements.
Les véhicules de promotion sont généralement des véhicules qui ont été construits, convertis ou décorés spécialement à des fins publicitaires et servent principalement à transférer l'image au consommateur.
Des véhicules spéciaux, tels que des véhicules d'information, des camions d'exposition ou des voitures de vente et la voiture de société classique, peuvent être ajoutés aux véhicules de promotion. Ce type de publicité touche également les transports publics comme les tram ou les bus mais non les trains en raison de leur rapidité de déplacement en site propre. Les véhicules promotionnels n'ont pas besoin d'avantages supplémentaires.
Les véhicules de base sont remarquablement décorés de feuilles pour le lettrage du véhicule ou entièrement peints dans le design d'entreprise respectif du client.
Les conversions extrêmes de véhicules standard ne sont pas rares. L'objectif principal est de créer un véhicule particulièrement accrocheur et attrayant ou plusieurs véhicules à haute valeur de reconnaissance. Un exemple bien connu est le camion Coca-Cola illuminé de centaines d'ampoules individuelles que des milliers de spectateurs voient au cours de leurs visites.
Des expositions itinérantes en véhicule sont également présentées. Le lettrage est utilisé principalement pour l'autopromotion, comme le nanoTruck.

## Dans l'évènementiel
La Caravane publicitaire du Tour de France met en jeu de nombreux véhicules publicitaires.

## Galerie d'images

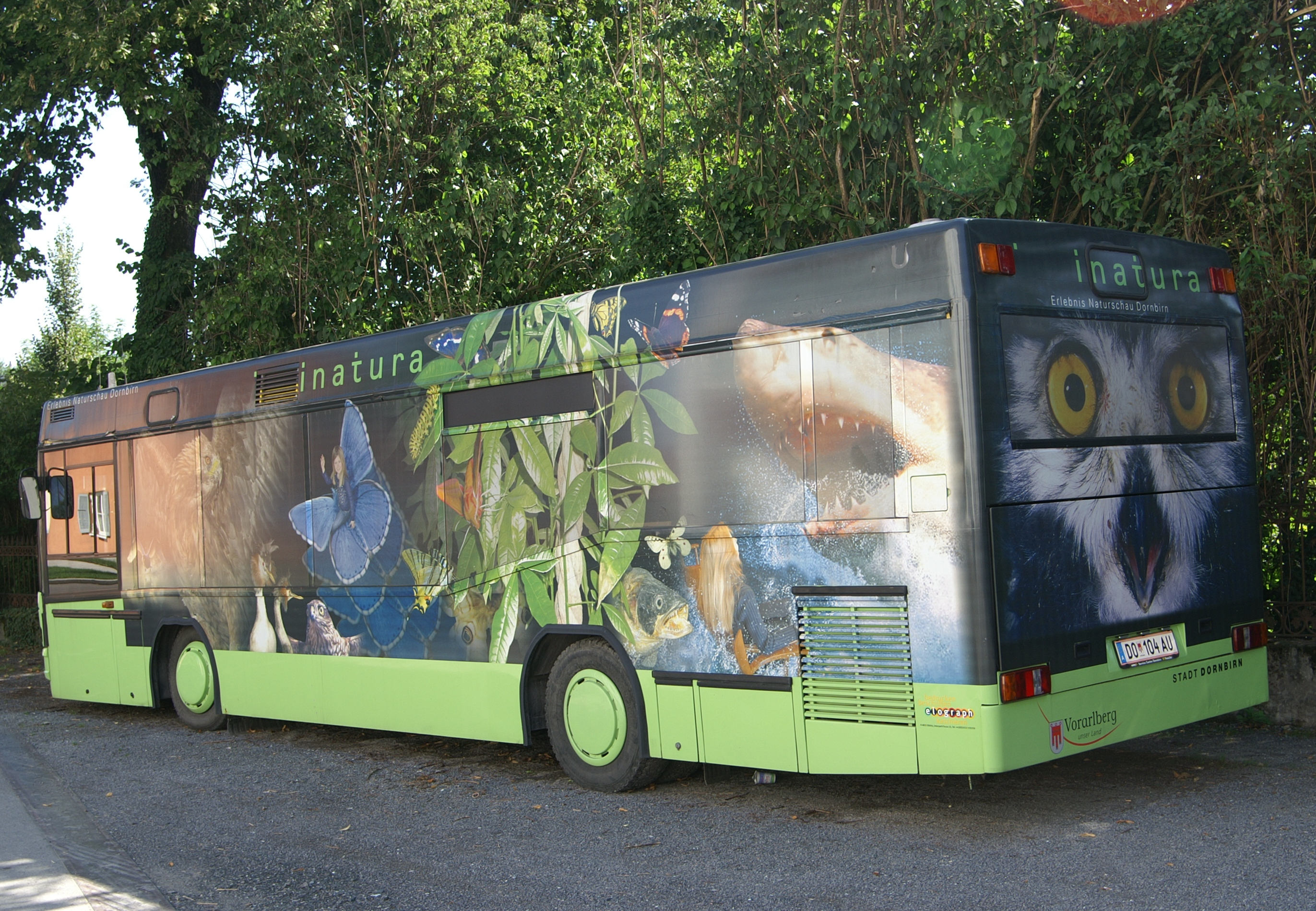
Bus de transport public transformé en véhicule publicitaire
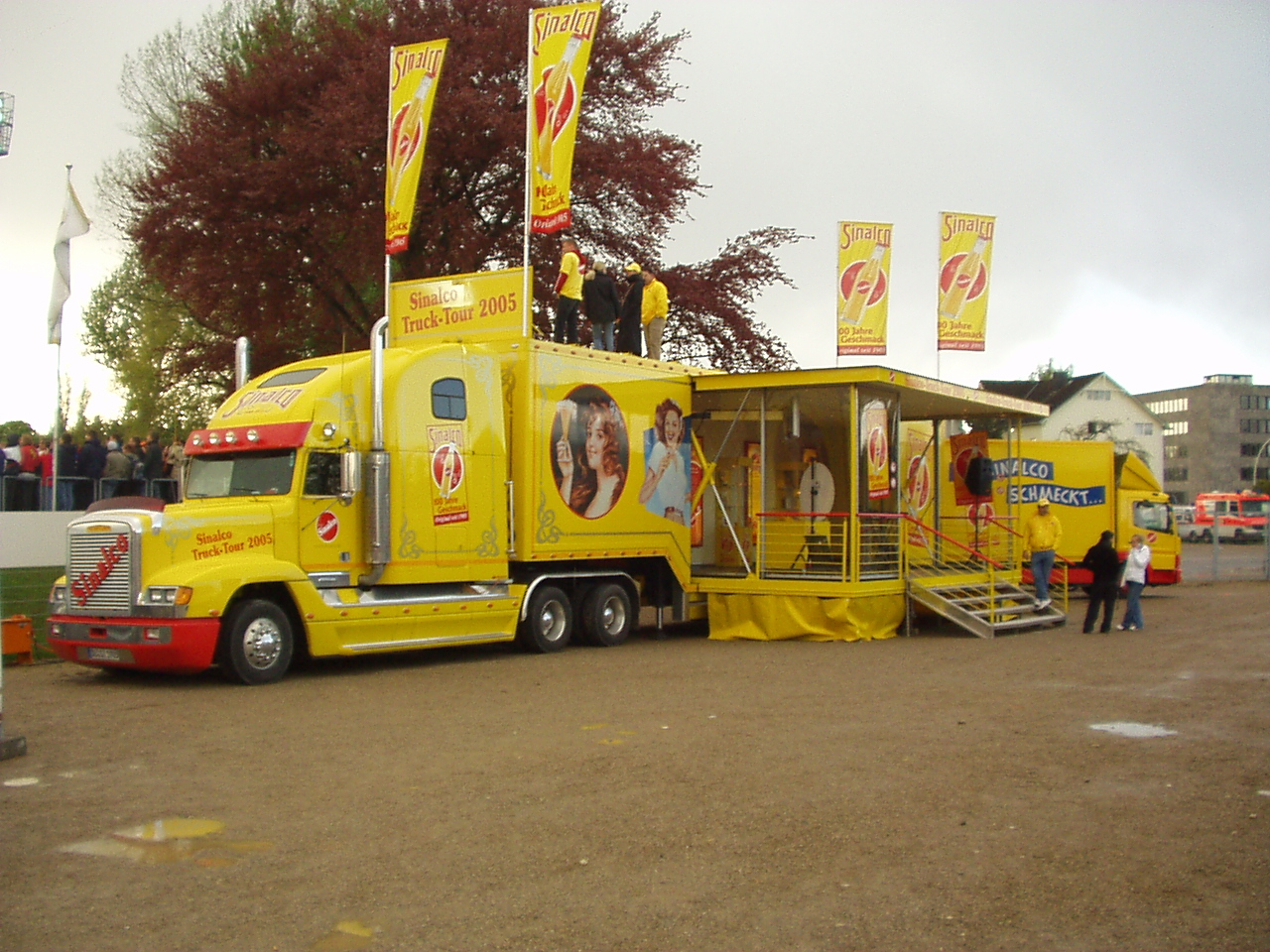
Camion publicitaire de la boisson Sinalco
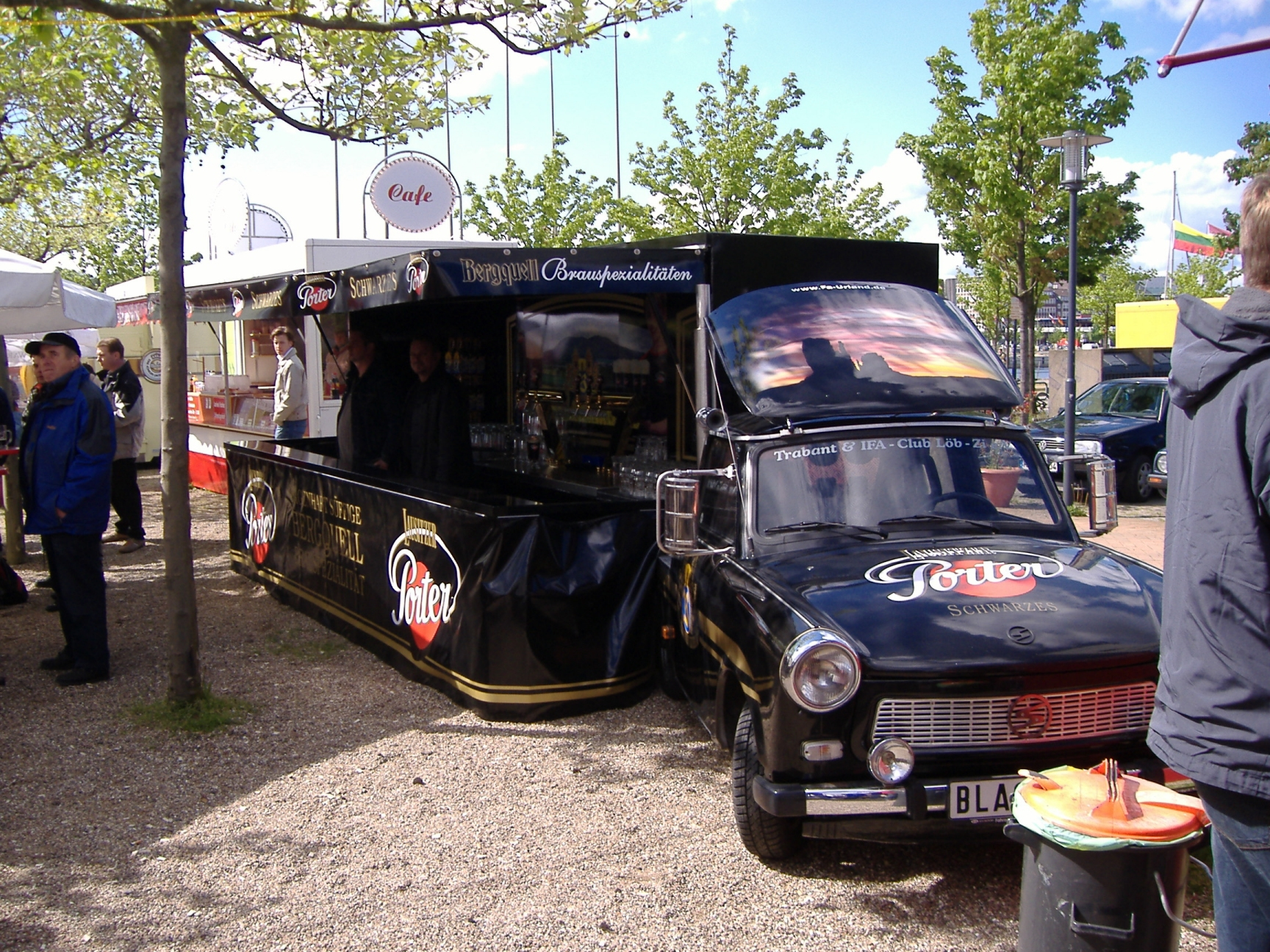
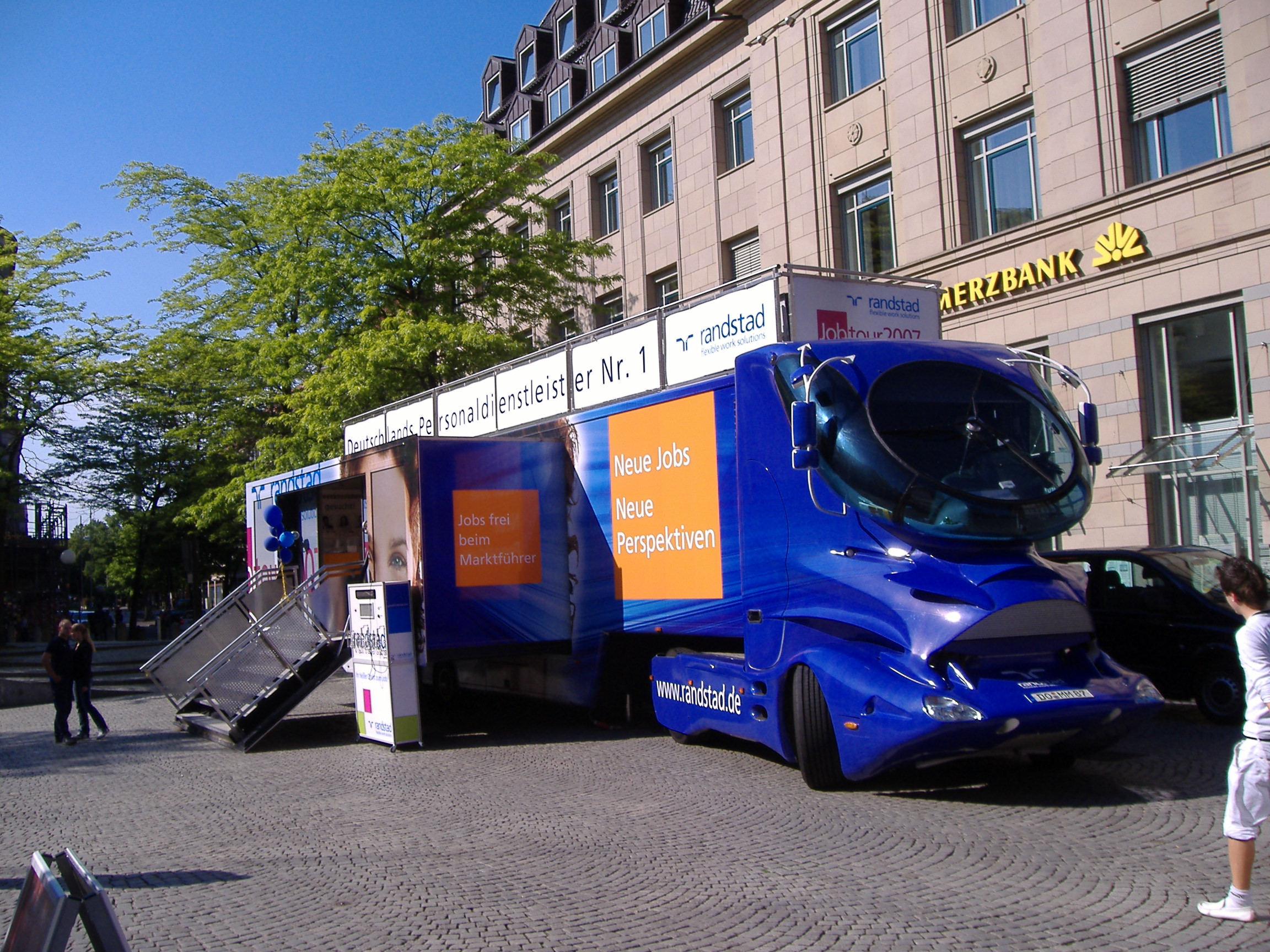
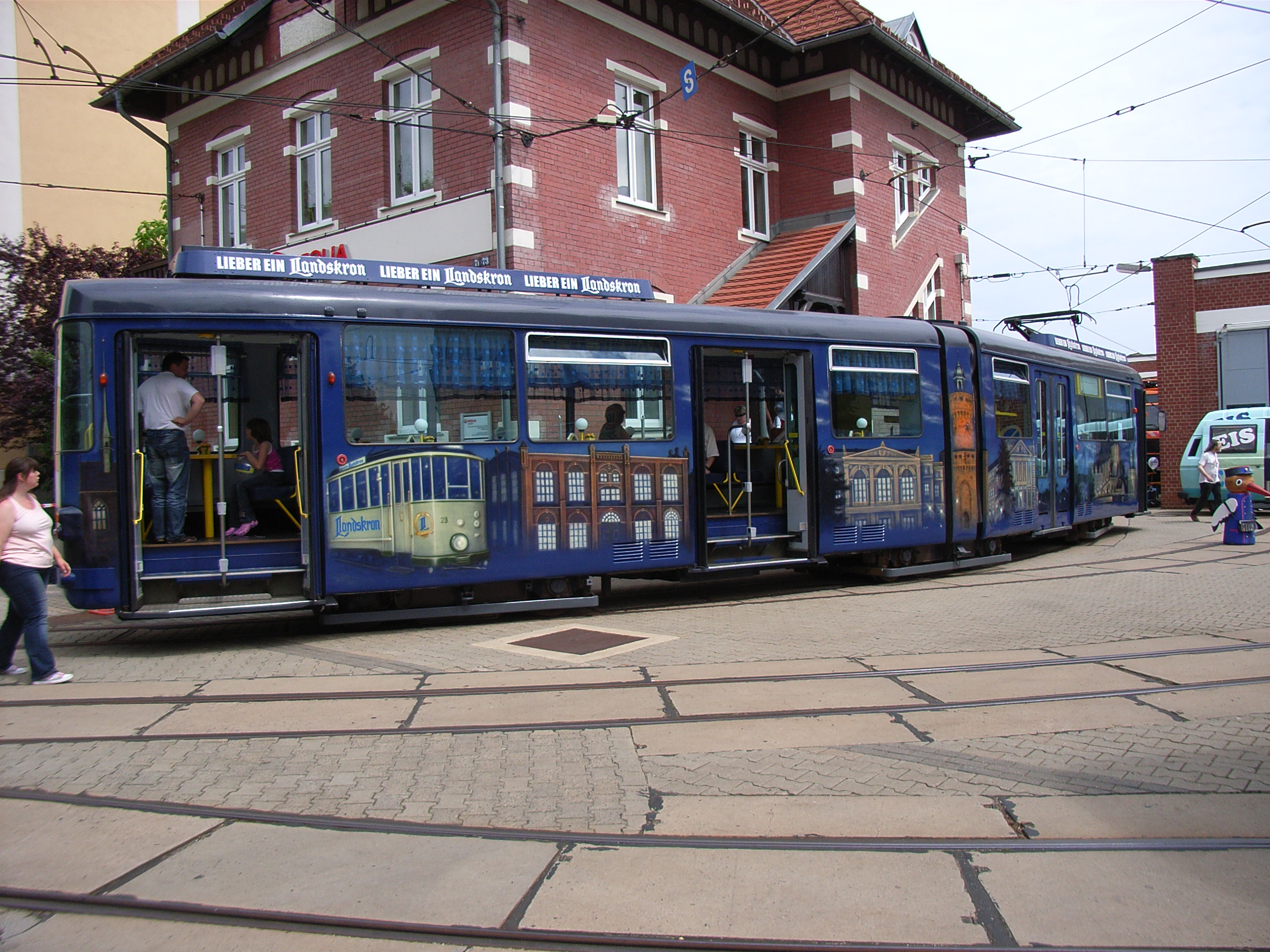
Publicité sur tram de transport public